# Norbert Neuser
Norbert Neuser é um político alemão que atua como membro do Parlamento Europeu pelo Partido Social Democrata da Alemanha.